# Liga Mistrzyń siatkarek (2022/2023) – kwalifikacje
Liga Mistrzyń (2022/2023) – kwalifikacje (oficjalna nazwa: 2023 CEV Volleyball Champions League - Women) – 8 drużyn walczyło w trzech rundach, aby uzyskać awans do fazy grupowej.

## System rozgrywek
Kwalifikacje Ligi Mistrzyń w sezonie 2022/2023 składały się z trzech rund.
- Faza kwalifikacyjna play-off: 8 drużyn podzielono na pary w pierwszej rundzie toczonej w systemie pucharowym. Drużyny rozpoczynały rozgrywki od I rundy. W poszczególnych parach każda drużyna rozgrywała mecz i rewanż. Zwycięzcy poszczególnych par awansowały do kolejnej rundy. Zwycięzcy par drugiej oraz trzeciej rundy (w której zagrały przegrane drużyny z drugiej rundy) awansowały do fazy grupowej Ligi Mistrzyń. Przegrane drużyny z pierwszej i trzeciej rundy były relegowane do 1/16 finału Pucharu CEV.

## Drużyny uczestniczące

### Podział miejsc w rozgrywkach
W sezonie 2022/2023 kwalifikacji Ligi Mistrzyń wzięło udział 8 zespołów z 8 federacji siatkarskich zrzeszonych w CEV. Liczba drużyn uczestniczących w Lidze Mistrzyń ustalona została na podstawie rankingu CEV dla europejskich rozgrywek klubowych.
- VDK Gent Dames
- ŽOK Bimal-Jedinstvo Brčko
- Mladost Zagrzeb
- Pölkky Kuusamo
- CV Haris La Laguna Tenerife
- Crvena Zvezda Belgrad
- Calcit Kamnik
- Vasas Óbuda Budapest

## Rozgrywki

### I runda
| Data                                 | Godz. | Drużyna 1                   | Wynik | Drużyna 2                 | 1     | 2     | 3     | 4 | 5 | Złoty set | Widzów | *      |
| ------------------------------------ | ----- | --------------------------- | ----- | ------------------------- | ----- | ----- | ----- | - | - | --------- | ------ | ------ |
| 19.10.2022                           | 18:00 | Mladost Zagrzeb             | 3:0   | Calcit Kamnik             | 25:13 | 25:17 | 25:20 |   |   | 10:15     | 400    | raport |
| 26.10.2022                           | 20:00 | Mladost Zagrzeb             | 0:3   | Calcit Kamnik             | 23:25 | 19:25 | 22:25 |   |   | 10:15     | 170    | raport |
| 18.10.2022                           | 20:00 | Crvena Zvezda Belgrad       | 3:0   | Pölkky Kuusamo            | 25:11 | 25:19 | 25:12 |   |   |           | 500    | raport |
| 25.10.2022                           | 18:10 | Crvena Zvezda Belgrad       | 3:0   | Pölkky Kuusamo            | 25:16 | 25:18 | 25:13 |   |   | 0         | raport |        |
| 18.10.2022                           | 20:00 | CV Haris La Laguna Tenerife | 3:0   | ŽOK Bimal-Jedinstvo Brčko | 25:17 | 25:10 | 25:11 |   |   |           | 933    | raport |
| 25.10.2022                           | 16:00 | CV Haris La Laguna Tenerife | 3:0   | ŽOK Bimal-Jedinstvo Brčko | 25:17 | 25:22 | 25:16 |   |   | 150       | raport |        |
| 19.10.2022                           | 20:30 | VDK Gent Dames              | 0:3   | Vasas Óbuda Budapest      | 14:25 | 12:25 | 17:25 |   |   |           | 1150   | raport |
| 26.10.2022                           | 18:00 | VDK Gent Dames              | 0:3   | Vasas Óbuda Budapest      | 10:25 | 22:25 | 18:25 |   |   | 300       | raport |        |
| Po lewej gospodarz pierwszego meczu. |       |                             |       |                           |       |       |       |   |   |           |        |        |

### II runda
| Data                                 | Godz. | Drużyna 1                   | Wynik | Drużyna 2             | 1     | 2     | 3     | 4     | 5 | Złoty set | Widzów | *      |
| ------------------------------------ | ----- | --------------------------- | ----- | --------------------- | ----- | ----- | ----- | ----- | - | --------- | ------ | ------ |
| 03.11.2022                           | 20:30 | Calcit Kamnik               | 1:3   | Crvena Zvezda Belgrad | 21:25 | 19:25 | 25:13 | 24:26 |   |           | 400    | raport |
| 08.11.2022                           | 20:00 | Calcit Kamnik               | 1:3   | Crvena Zvezda Belgrad | 15:25 | 25:22 | 14:25 | 21:25 |   | 200       | raport |        |
| 01.11.2022                           | 18:00 | CV Haris La Laguna Tenerife | 0:3   | Vasas Óbuda Budapest  | 19:25 | 13:25 | 24:26 |       |   |           | 995    | raport |
| 09.11.2022                           | 18:00 | CV Haris La Laguna Tenerife | 0:3   | Vasas Óbuda Budapest  | 23:25 | 19:25 | 21:25 |       |   | 500       | raport |        |
| Po lewej gospodarz pierwszego meczu. |       |                             |       |                       |       |       |       |       |   |           |        |        |

### III runda
| Data                                 | Godz. | Drużyna 1     | Wynik | Drużyna 2                   | 1     | 2     | 3     | 4     | 5     | Złoty set | Widzów | *      |
| ------------------------------------ | ----- | ------------- | ----- | --------------------------- | ----- | ----- | ----- | ----- | ----- | --------- | ------ | ------ |
| 15.11.2022                           | 20:00 | Calcit Kamnik | 2:3   | CV Haris La Laguna Tenerife | 25:16 | 25:21 | 17:25 | 20:25 | 12:15 |           | 130    | raport |
| 23.11.2022                           | 20:00 | Calcit Kamnik | 1:3   | CV Haris La Laguna Tenerife | 16:25 | 25:17 | 19:25 | 19:25 |       | 650       | raport |        |
| Po lewej gospodarz pierwszego meczu. |       |               |       |                             |       |       |       |       |       |           |        |        |

## Drużyny zakwalifikowane
| Grupa A              | Grupa C               | Grupa D                     |
| -------------------- | --------------------- | --------------------------- |
| Vasas Óbuda Budapest | Crvena Zvezda Belgrad | CV Haris La Laguna Tenerife |